# 科地区蒙特勒伊
科地区蒙特勒伊（法語：Montreuil-en-Caux，法語發音：[mɔ̃tʁœj ɑ̃ ko]）是法国诺曼底大区滨海塞纳省的一个市镇，属于勒阿弗尔区。 

## 地理
科地区蒙特勒伊（49°40'45"N, 1°8'55"E）面积9.4 平方千米，位于法国诺曼底大区滨海塞纳省，迪耶普以南约32千米，D99、D96、D100和D929公路的交界处。 
与科地区蒙特勒伊接壤的市镇（或旧市镇、城区）包括：布拉克蒂、拉克里克、锡河畔圣但尼、圣马克卢-德福勒维尔、圣维克托拉拜、瓦勒德锡。
科地区蒙特勒伊的时区为UTC+01:00、UTC+02:00（夏令时）。

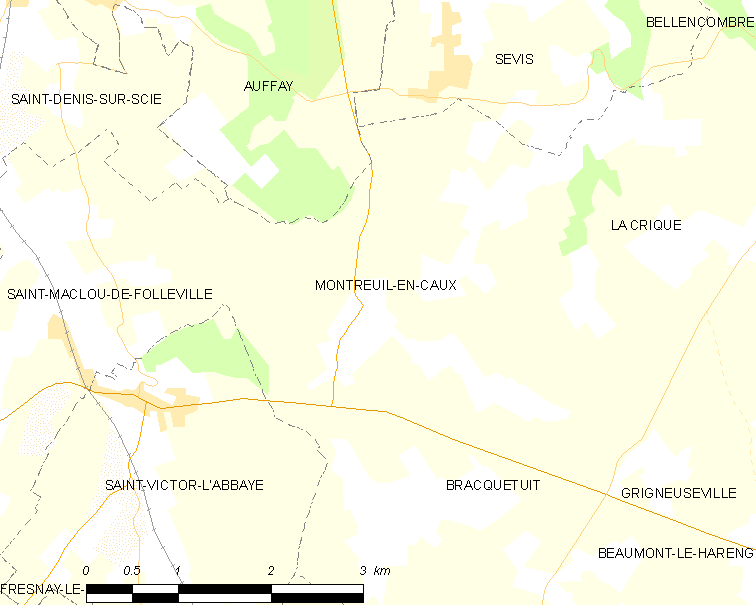
科地区蒙特勒伊的OSM定位图

## 行政
科地区蒙特勒伊的邮政编码为76850，INSEE市镇编码为76449。

## 政治
科地区蒙特勒伊所属的省级选区为吕讷赖县。

## 人口

1962-2008年间科地区蒙特勒伊人口变化图示

科地区蒙特勒伊于2022年1月1日时的人口数量为490人。